# Фрунзе (микрорайон Перми)
 Фрунзе  — микрорайон в Орджоникидзевском районе города Перми.

## География
Микрорайон находится в левобережной части Орджоникидзевского района. Ограничен с севера речкой Амбарка, за которой находится микрорайон Домостроительный. С востока граничит с зоной садоводческих товариществ, с юга по ручью Грязный с микрорайоном Январский. Западная граница микрорайона с микрорайоном КамГЭС не является четко определенной. По разным данным это либо улица Верхоянская, либо Кутамышская.

## История
Микрорайон появился в 1930-х годах как район частной застройки работников предприятий пригородной зоны Мотовилихи. Официально включен в состав Перми в рамках организации Орджоникидзевского района в 1940 году. С тех пор он остается зоной малоэтажной застройки. Значимых промышленных предприятий и социальных объектов в микрорайоне нет.

## Улицы
Осью микрорайона является улица Фрунзе. Она пересекает улицы Верхоянская, Верхне-Волжская, Кубанская, Никопольская, Рубцовская. Имеются также улица Амбарная и переулки Серго и Кыновский.

## Транспорт
Через микрорайон проходят автобусные маршруты 24, 48 и 73.